# نانومش

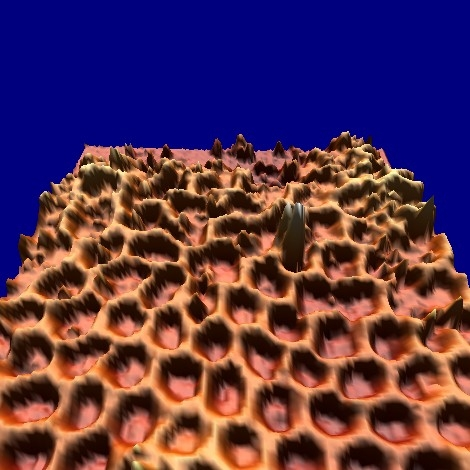
نمای پرسپکتیو نانومش که ساختار آن به پشت شکل ختم می‌شود. فاصله بین دو مرکز منافذ ۳٫۲ نانومتر و عمق منافذ ۰٫۰۵ نانومتر است.

نانومش یک ماده دوبعدی نانوساختار غیر معدنی شبیه گرافن است. در سال ۲۰۰۳ در دانشگاه زوریخ سوئیس کشف شد.
نانومش شامل یک لایه منفرد از اتم‌های بور (B) و نیتروژن (N) است که پس از قرار گرفتن در معرض دمای بالا از سطح رودیوم یا روتنیم تمیز با بورازین تحت خلاء فوق‌العاده بالا، با خودآرایی به یک شبکه بسیار منظم تبدیل می‌شود.
نانومش مانند گروهی از منافذ شش ضلعی (مانند تصویر) در مقیاس نانومتر (nm) به نظر می‌رسد. فاصله بین دو مرکز منافذ فقط ۳٫۲ نانومتر است. در حالی که قطر هر منافذ حدود ۲ نانومتر و عمق آن ۰٫۰۵ نانومتر است. پایین‌ترین مناطق به شدت به فلز زیرین متصل می‌شوند، در حالی که سیم‌ها (بالاترین مناطق) فقط از طریق نیروهای چسبنده قوی در خود لایه به سطح متصل می‌شوند.
نانومش نیترید بور نه تنها در خلاء، هوا و برخی مایعات بلکه تا دمای ۷۹۶ درجه سانتی گراد(۱۰۷۰ کلوین) نیز پایدار است. علاوه بر این، توانایی فوق‌العاده‌ای برای به دام انداختن مولکول‌ها و خوشه‌های فلزی، که اندازه‌های مشابهی با منافذ نانومش دارند، نشان می‌دهد و یک آرایه منظم را تشکیل می‌دهد. این ویژگی‌ها ممکن است کاربردهای این ماده را در زمینه‌هایی مانند عملکرد سطح، اسپینترونیک، محاسبات کوانتومی و رسانه‌های ذخیره‌سازی داده‌ها مانند هارد دیسک‌ها فراهم کنند.

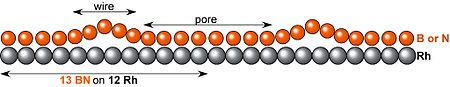
مقطع نانومش روی رودیوم که نواحی منافذ و سیم را نشان می‌دهد

نانومش h-BN یک ورقه منفرد از نیترید بور شش ضلعی که بر روی بسترهایی مانند کریستال‌های رودیوم Rh (۱۱۱) یا روتنیم Ru (۰۰۰۱) با فرایند خودآرایی تشکیل می‌شود.
سلول واحد نانومش h-BN شامل BN 13x13 یا 12x12 اتم Rh با ثابت شبکه ۳٫۲ نانومتر است. در یک مقطع به این معنی است که ۱۳ اتم بور یا نیتروژن بر روی ۱۲ اتم رودیم نشسته‌اند. این به معنای تغییر موقعیت نسبی هر BN نسبت به اتم‌های زیرلایه در یک سلول واحد است، جایی که بعضی پیوندها جذب کننده تر یا دفع کننده تر از سایر پیوندها هستند (پیوند انتخابی محل)، که باعث ایجاد موج‌دار شدن نانومش می‌شود (مانند تصویر)

### به تصویرهای زیر توجه کنید
دامنه موج‌دار نانومش ۰٫۰۵ نانومتر یک اثر قوی بر ساختار الکترونیکی ایجاد می‌کند، جایی که دو ناحیه BN مجزا مشاهده می‌شود. آنها به راحتی در تصویر بالا، که یک اندازه‌گیری میکروسکوپ تونل روبشی (STM) است، و همچنین در تصویر پایین که نشان دهنده یک محاسبه نظری از همان ناحیه است، شناسایی می‌شوند. یک ناحیه به شدت محدود اختصاص داده شده به منافذ در تصویر پایین زیر به رنگ آبی قابل مشاهده است (مرکز حلقه‌های روشن در تصویر پایین) و یک ناحیه با محدود ضعیف اختصاص داده شده به سیم‌ها در تصویر بالا زیر زرد-قرمز به نظر می‌رسد (منطقه بین حلقه‌ها در تصویر بالا).
تصویر بالا نانومش نیترید بور را نشان می‌دهد که با STM در 77K اندازه‌گیری شده‌است، جایی که هر «توپ» یک اتم N را نشان می‌دهد. مرکز هر حلقه با مرکز منافذ مطابقت دارد.
تصویر پایین محاسبه نظری همان ناحیه است که در آن ارتفاع N نسبت به بستر زیرین داده شده‌است. آرایش دقیق اتم‌های Rh, N و B برای سه ناحیه مختلف (آبی: منافذ، زرد-قرمز: سیم) داده شده‌است.

## خواص

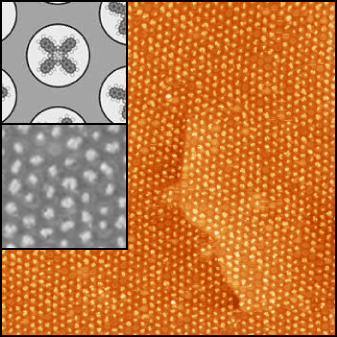
مولکول‌های نفتالوسیانین بر روی نانومش تبخیر شدند. آنها فقط در منافذ جذب می‌شوند و یک الگوی کاملاً مشخص را تشکیل می‌دهند.

نانومش تحت طیف وسیعی از محیط‌ها مانند هوا، آب و الکترولیت‌ها، پایدار است. همچنین در برابر دما مقاوم است زیرا در دمای 1275K در خلاء، تجزیه نمی‌شود. افزون بر این پایداری‌های استثنایی، نانومش توانایی فوق‌العاده‌ای برای عمل به عنوان داربست برای خوشه‌های نانو فلزی و به دام انداختن مولکولهایی که یک آرایه منظم را تشکیل می‌دهند را نشان می‌دهد.
در مورد طلا (Au)، تبخیر آن روی نانومش منجر به تشکیل نانوذرات گرد کاملاً مشخص طلا می‌شود که در مرکز منافذ نانومش قرار دارند.
شکل STM سمت راست، مولکول‌های نفتالوسیانین را نشان می‌دهد، که با بخار روی نانومش رسوب کرده‌اند. این مولکول‌های مسطح قطری در حدود ۲ نانومتر دارند، که اندازه آن با منافذ نانومش قابل مقایسه است (به قسمت بالا). به‌طور چشمگیری قابل مشاهده است که چگونه مولکول‌ها یک آرایه منظم با تناوب نانومش تشکیل می‌دهند (۳٫۲۲). نانومتر). قسمت پایینی ناحیه ای از این بستر را با وضوح بالاتر نشان می‌دهد، جایی که مولکول‌های مجزا در داخل منافذ به دام افتاده‌اند. علاوه بر این، به نظر می‌رسد که مولکول‌ها ساختار شیمیایی خود را حفظ می‌کنند، به این معنی که عملکرد آنها حفظ می‌شود، که امروزه یک چالش در علم نانو است.
چنین سیستم‌هایی با فاصله وسیع بین مولکول‌ها/خوشه‌ها و برهمکنش‌های بین مولکولی ناچیز ممکن است برای کاربردهایی مانند الکترونیک مولکولی و عناصر حافظ دار، در فتوشیمی یا در دستگاه‌های نوری مورد استفاده قرار گیرند.

## آماده‌سازی و تجزیه و تحلیل

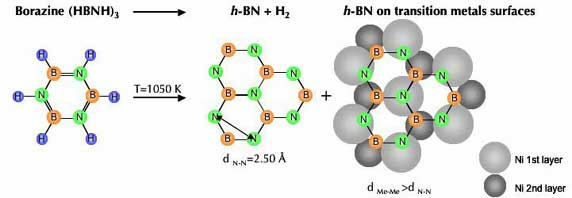
تجزیه بورازین بر روی سطوح فلزات واسطه

نانومش‌های منظم با تجزیه حرارتی بورازین 3(HBNH)، یک ماده بی‌رنگ که در دمای اتاق مایع است، رشد می‌کنند. نانومش پس از قرار دادن سطح تمیز اتمی Rh (۱۱۱) یا Ru (۰۰۰۱) در معرض بورازین توسط رسوب شیمیایی بخار (CVD) به دست می‌آید.
هنگامی که بورازین با دوز حدود ۴۰ لیتر در محفظه خلاء وارد می‌شود، بستر در دمای ۷۹۶ درجه سانتی گراد (۱۰۷۰ کلوین) نگهداری می‌شود، وارد می‌شود. فشار بخار بورآزین معمولی داخل محفظه خلأ بسیار بالا در طول قرار گرفتن در معرض 3x10 -7 میلی بار است.
پس از سرد شدن تا دمای اتاق، ساختار شبکه منظم با استفاده از تکنیک‌های تجربی مختلف مشاهده می‌شود. میکروسکوپ تونلی روبشی (STM) نگاهی مستقیم به ساختار فضای واقعی محلی نانومش می‌دهد، در حالی که پراش الکترونی با انرژی کم (LEED) اطلاعاتی در مورد ساختارهای سطحی ترتیب داده شده در کل نمونه می‌دهد. طیف‌سنجی فوتوالکترون فرابنفش (UPS) اطلاعاتی در مورد حالت‌های الکترونیکی در بیرونی‌ترین لایه‌های اتمی نمونه می‌دهد، یعنی اطلاعات الکترونیکی لایه‌های زیرلایه بالایی و نانومش.

## اشکال دیگر
CVD بورازین روی دیگر بسترها تا به حال منجر به ایجاد نانومش موجدار نشده‌است. یک لایه مسطح BN روی نیکل و پالادیوم،در حالی که ساختارهای بدون لایه روی مولیبدن ظاهر می‌شوند.

## پیوند با بیرون
نانومش
توزیع ویتامین بروی اعصاب توسط نانومش
پوشیدنی‌های الکترونیک با نانومش‌های سبک و نازک
طیف‌سنجی فوتوالکترون فرابنفش